# Parke M. Banta
Parke Monroe Banta (ur. 21 listopada 1891 w Berryman, zm. 12 maja 1970 w Cape Girardeau) – amerykański polityk, członek Partii Republikańskiej.

## Działalność polityczna
W okresie od 3 stycznia 1947 do 3 stycznia 1949 przez jedną kadencję był przedstawicielem 8. okręgu wyborczego w stanie Missouri w Izbie Reprezentantów Stanów Zjednoczonych.